# Matthias Luthardt
Matthias Luthardt (* 1972 in Leiden, Niederlande) ist ein deutscher Filmregisseur.

## Leben
Nach dem Studium der Germanistik, Romanistik und Rhetorik in Tübingen, Paris und Hamburg (Magisterarbeit über die Filme von Krzysztof Kieslowski) studierte Luthardt Filmregie an der Hochschule für Film und Fernsehen „Konrad Wolf“ in Potsdam-Babelsberg und absolvierte die Masterclass für junge europäische Filmproduzenten in Ludwigsburg und Paris.
Sein Erstlingsfilm Pingpong feierte Premiere 2006 bei der Internationalen Kritikerwoche „Semaine de la Critique“ in Cannes und wurde dort und auch auf weiteren internationalen Filmfestivals mit mehreren Preisen bedacht (s. u.).
Luthardt machte Co-Regie bei dem Kinodokumentarfilm Jesus liebt dich (Premiere Perspektive Deutsches Kino, Berlinale 2008) und führte Regie bei der Roman-Verfilmung Der Tag, an dem ich meinen toten Mann traf (SWR, Debüt im Dritten 2008). Sein Kinofilm Luise feierte Weltpremiere beim International Filmfestival Rotterdam 2023.
Bei der Berlinale 2009 war Luthardt Juryvorsitzender in der Sektion „Perspektive Deutsches Kino“ für den deutsch-französischen Preis Dialogue en perspective.
Neben der Arbeit als Regisseur und Autor unterrichtet Matthias Luthardt an Filmschulen und Goethe-Instituten im In- und Ausland.
2011 begleitete er im Auftrag von Tom Tykwer und One Fine Day Films als Regie-Mentor die Stoffentwicklung und Dreharbeiten eines Kinofilms in Nairobi/Kenia.
Luthardt ist Mitglied der Europäischen Filmakademie und der Deutschen Filmakademie.

## Filmografie (Auswahl)
- 2001: Blindgänger (Kurzfilm)
- 2004: Menschen brauchen Hobbies (Dokumentarfilm)
- 2005: Sommerspiele (Kurzfilm)
- 2006: Pingpong (Spielfilm, auch Drehbuchautor)
- 2007: Jesus liebt dich (Dokumentarfilm, Co-Regie)
- 2008: Der Tag, an dem ich meinen toten Mann traf (Spielfilm)
- 2009: 24 h Berlin (Co-Regie)
- 2014: 24 h Jerusalem (Co-Regie)
- 2015: Die große Evolution (Dokumentation über den Künstler und Philosophen Fritz Schranz)
- 2015: CinéKino (Dokumentarfilm, i.A.v. Arte G.E.I.E.)
- 2016: Die große Evolution (Dokumentarfilm)
- 2016–17: Cinekino (Dokuserie i.A.v. Arte G.E.I.E.)
- 2017: 24 h Bayern (Co-Regie)
- 2018: 24h Europe (Co-Regie)
- 2021: Die Wahrheit (Kurzfilm)
- 2022: Luise (Spielfilm)
- 2023: Tatort: Der Fluch des Geldes

## Auszeichnungen
- 2023 für Luise: Nominierung Beste Kamera Deutscher Filmpreis 2023

- 2007 für Pingpong: Studio Hamburg Nachwuchspreis in der Kategorie „Bester Spielfilm“; Karlovy Vary International Film Festival, 4. Independent Camera Price des Tschechischen Fernsehens

- 2006 für Pingpong: Drehbuchpreis der SACD; Young Critic Award der Schüler- und Studentenjury des Deutsch-Französischen Jugendwerks; Förderpreis Deutscher Film für das Beste Drehbuch beim Filmfest München; „Debüt-Biber“ für das beste Langfilm-Debüt beim Filmfest Biberach; DEFA-Förderpreis; First Steps Awards Nominierung „Abendfüllende Entdeckung“; Preis des belgischen Fernsehsenders RTBF für den besten Film beim Filmfestival in Brüssel; Jury Grand Prix Bronze Gryphon in der Sektion Y Gen beim Filmfestival im italienischen Giffoni; Nominierung für den Fassbinder-Preis der Europäischen Filmakademie als „beste europäische Entdeckung“.

- 2004 für Menschen brauchen Hobbies: Nominierung „Silver Wolf Award“ auf dem Internationalen Dokumentarfilmfestival Amsterdam (IDFA)

## Texte von Matthias Luthardt
- Das neue Leben. In: Fußball ist unser Lieben. Neue Geschichten der Autorennationalmannschaft. Suhrkamp Taschenbuch 4223, 2011
- Vom Fahnden und Jagen. In: Hubert von Spreti (Hrsg.): 24 Stunden Bayern. Ein Tag Heimat.  MünchenVerlag 2017.